# Кирды
Кирды — село в Красноармейском районе Челябинской области России. Входит в состав Сугоякского сельского поселения.

## География
Село находится на северо-востоке Челябинской области, в лесостепной зоне, на восточном берегу озера Кирды, на расстоянии 58 километров (по прямой) к северо-востоку от села Миасского, административного центра района. Абсолютная высота 168 метров над уровнем моря.

## Население
| 2002 | 2010 |
| ---- | ---- |
| 415  | ↘254 |

Гендерный состав
По данным Всероссийской переписи населения 2010 года в гендерной структуре населения мужчины составляли 46,5 %, женщины —  53,5 %.
Национальный состав
Согласно результатам переписи 2002 года, в национальной структуре населения русские составляли 90 %.

## Улицы
Уличная сеть села состоит из двух улиц.